# Casinaria trochanterator
Casinaria trochanterator är en stekelart som beskrevs av Aubert 1960. Casinaria trochanterator ingår i släktet Casinaria och familjen brokparasitsteklar. Inga underarter finns listade.